# Adán y Eva (Valadon)
Adán y Eva (Adam et Ève) es un óleo sobre lienzo de 162 x 131 cm de la artista francesa Suzanne Valadon, realizado en 1909. Se exhibe en el centro Georges Pompidou, de París.

## Historia
De joven Suzanne Valadon había ejercido como modelo para muchos pintores impresionistas, como Pierre-Auguste Renoir, y más tarde ella misma empezó a pintar. Había comenzado una relación con un amigo de su hijo, el pintor André Utter, que era veinte años más joven que ella, cuando pintó esta obra, durante un periodo de gran actividad productiva. Suzanne decidió representarse a sí misma y a Utter como Adán y Eva en el jardín del Edén. Originalmente Utter aparecía también completamente desnudo, pero luego la artista decidió añadirle el cinturón de hojas de parra para cubrir sus genitales, para que la obra fuera aceptada en el Salón de 1920.

## Descripción
Esta fue la primera obra de Valadon con una escena al aire libre. Además, fue probablemente el primer cuadro de una pintora mostrando una pareja desnuda que se exhibió públicamente. Eva es la propia pintora, que se representa en plena desnudez y más joven de lo que era en ese momento, mientras Adán es su guapo amante Utter. Eva está a punto de arrancar felizmente la manzana, mientras se estrecha contra Adán, que estira el brazo para sujetar su muñeca, como rogándole que no coma el fruto. No hay ninguna serpiente, lo que permite interpretar la escena como una metáfora de la relación de Valadon con un hombre mucho más joven, como si fuera el fruto prohibido, que ella acepta sin reparos.
Según la biógrafa Catherine Hewitt, Suzanne confesó que la pareja "está atrapada en un paraíso eterno y ambos eran responsables de su pecado".